# Giacomo Galanda
Giacomo « Jack » Galanda, né le 30 janvier 1975 à Udine en Italie, est un joueur de basket-ball italien.

## Biographie
Ailier-pivot de 210 centimètres pour près de 110 kg de poids, il a été formé chez les jeunes du Scaligera Basket Verona, équipe avec laquelle il débute en série A le 17 octobre 1993 (Glaxo Verona-Onyx Caserta 98-75). Il passe quatre années à Vérone puis il signe au club de Fortitudo Bologne, où il est d'abord utilisé pour remplacer Gregor Fucka et donc, il joue peu. 
En 1998 il rejoint Pallacanestro Varese, et avec cette équipe qui n'a qu'un statut d'outsider, il est champion d'Italie en 1999.
Mais il retourne à Bologne où il devient une pièce maîtresse. En 2003 il rejoint Mens Sana Siena (Montepaschi). Puis pour la saison 2005-2006 il joue pour l'Armani Jeans Milano. En 2006 il retourne du côté de Pallacanestro Varese.
Son palmarès est élogieux, il compte trois championnats remportés avec 3 équipes différentes (1998-1999 Pallacanestro Varese, 1999-2000 Fortitudo Bologne, 2003-2004 Mens Sana Siena (Montepaschi)), une coupe d'Italie et une Supercoupe d'Italie. Galanda en 1997, année de son essor, est un des joueurs les plus en vue de l'équipe nationale. Il remporte la médaille d'argent au Championnat d'Europe de 1997, l'or à ceux de 1999 et il est finaliste des Jeux olympiques de 2004.
Grand rapide et dynamique, il est adroit au tir extérieur. Spécialement en position frontale il shoote avec une grande facilité et il oblige son grand adversaire à sortir de la raquette. Il n'est pas très lourd mais il a une technique optimale et il se positionne bien, il sait être dur sur l'homme et défendre vigoureusement.
Il est fait Officier de l'ordre du Mérite de la République italienne le 27 septembre 2004.

## Club
- 1993-1997 :  Scaligera Vérone
- 1997-1998 :  Fortitudo Bologne
- 1998-1999 :  Pallacanestro Varèse
- 1999-2003 :  Fortitudo Bologne
- 2003-2005 :  Mens Sana Sienne
- 2005-2006 :  Olimpia Milan
- 2006-2011 :  Pallacanestro Varese
- 2011-2014 :  Pistoia Basket 2000

## Palmarès

### Équipe nationale
- Jeux olympiques
  - Finaliste aux Jeux olympiques de 2004
- Championnat d'Europe
  - médaille d'or en 1999 en France
  - médaille d'argent en 1997 à Barcelone
  - médaille de bronze en 2003 en Suède

### Club
- Champion d'Italie 1999 avec Varese, 2000 avec Bologne, 2004 avec Sienne
- Coupe d'Italie  1998
- SuperCoupe d'Italie 1998, 2004